# One on One (jeu vidéo)
Pour les articles homonymes, voir One on One.
One on One (THE バスケット 1on1プラス ＳＩＭＰＬＥ1500シリーズ Ｖｏｌ.30, Simple 1500 Series Vol. 30: The Basket - 1 on 1) est un jeu vidéo de sport (basket-ball) sorti en 1998 sur PlayStation. Le jeu a été développé et édité par Jorudan.

## Accueil
- Joypad : 0/10[1]